# Marc Krizin
Marc Krizin, né vers 1589 à Križevci (Croatie), mort (décapité) le 7 septembre 1619 à Cassovie (alors Kassa en Hongrie, aujourd'hui Košice en Slovaquie) est un prêtre croate, professeur de théologie et missionnaire. Lors des conflits interreligieux dans la région de Košice, il est assassiné pour sa foi. Il est béatifié par l'Église catholique ; il est le troisième Croate à recevoir cet honneur.

## Biographie

### Jeunesse
Marc Križevčanin naît à Križevci (Croatie). D'abord, il étudie au collège des Jésuites à Vienne, puis à l'université de Graz où il devient professeur en philosophie.
Après sa mission au diocèse de Zagreb, Krizin se rend à Rome où il étudie de 1611 à 1615 au Collegium Germanicum et Hungaricum. En tant qu'étudiant, il a fait preuve d'attention et d'intelligence. Il a personnellement noté sa nationalité croate dans un document qui se trouve toujours dans les archives du collège.

### Ministère
Après son ordination, Krizin retourne dans le diocèse de Zagreb, où il ne reste que brièvement. En raison de l'occupation ottomane d'une grande partie du royaume de Hongrie, le cardinal Péter Pázmány (archevêque d'Esztergom) décide de transférer Krizin à Esztergom. Là, il le nomme avec une double mission : comme recteur du séminaire local, et comme chanoine du chapitre.
En outre, Krizin reçoit l'ordre, au début de 1619, de gérer le domaine de l'ancienne abbaye bénédictine de Széplak, près de Košice.

### Martyre
Le 13 juillet 1619, une révolte calviniste éclate dans le royaume de Hongrie, dans lequel les catholiques sont faussement accusés d'incendie criminel.
Košice est un bastion des calvinistes à l'époque. Afin de soutenir quelque peu la minorité catholique de cette ville, le gouverneur de Košice nommé par l'empereur Matthias, Andrija Dóczi, appelle deux jésuites à Košice: Étienne Pongrácz et Melchior Grodziecki, mais leur présence provoque du ressentiment.
Au début de septembre 1619, le prince calviniste de Transylvanie, Gabriel Bethlen, avec le chef de l'armée calviniste, Georges Ier Rákóczi, mène une révolte nationaliste contre les Habsbourg autrichiens au pouvoir. Le 5 septembre, le gouverneur Dóczi est trahi par les mercenaires et remis par le conseil municipal à Rákóczi qui, avec Bethlen, a pris le contrôle de la ville. Pour les partisans protestants, c'est le moment de déclarer Bethlen leur "patron" et "chef" de la Hongrie.
Marc Krizin habite à Košice, avec les deux jésuites (Pongrácz et Grodziecki), dans une maison adjacente à la chapelle jésuite d'alors (église de la Sainte-Trinité). Ils sont là pour servir les catholiques, mais sont immédiatement arrêtés par les troupes calvinistes. Ils sont laissés sans nourriture ni boisson pendant trois jours. Entre-temps, le sort de la minorité catholique est déterminé. À la demande du ministre calviniste Alvinczi, le chef du conseil municipal, Reyner, exige l'exécution de tous les catholiques de la ville,. La majorité des habitants calvinistes s'opposent cependant à ce massacre, mais la condamnation des prêtres est maintenue.
Le commandant promet initialement à Marc Krizin un domaine d'église en échange d'une conversion au calvinisme, mais Krizin refuse. Puis les trois ecclésiastiques sont terriblement torturés, à l'endroit où se trouve la chapelle jésuite à cette époque,.
Marc Krizin et Melchior Grodziecki sont décapités peu de temps après, le 7 septembre 1619. Stephan Pongrácz survécut à la torture pendant une vingtaine d'heures et décède le lendemain, le 8 septembre 1619,,. La nouvelle de leur martyre engloutit la Hongrie et provoque l'horreur, tant chez les protestants que chez les catholiques. Malgré de nombreux appels, le prince Gabriel Bethlen refuse d'enterrer les trois prêtres. Il n'autorise un enterrement convenable qu'après que la comtesse Katalina Pálffy, six mois plus tard, à sa demande.

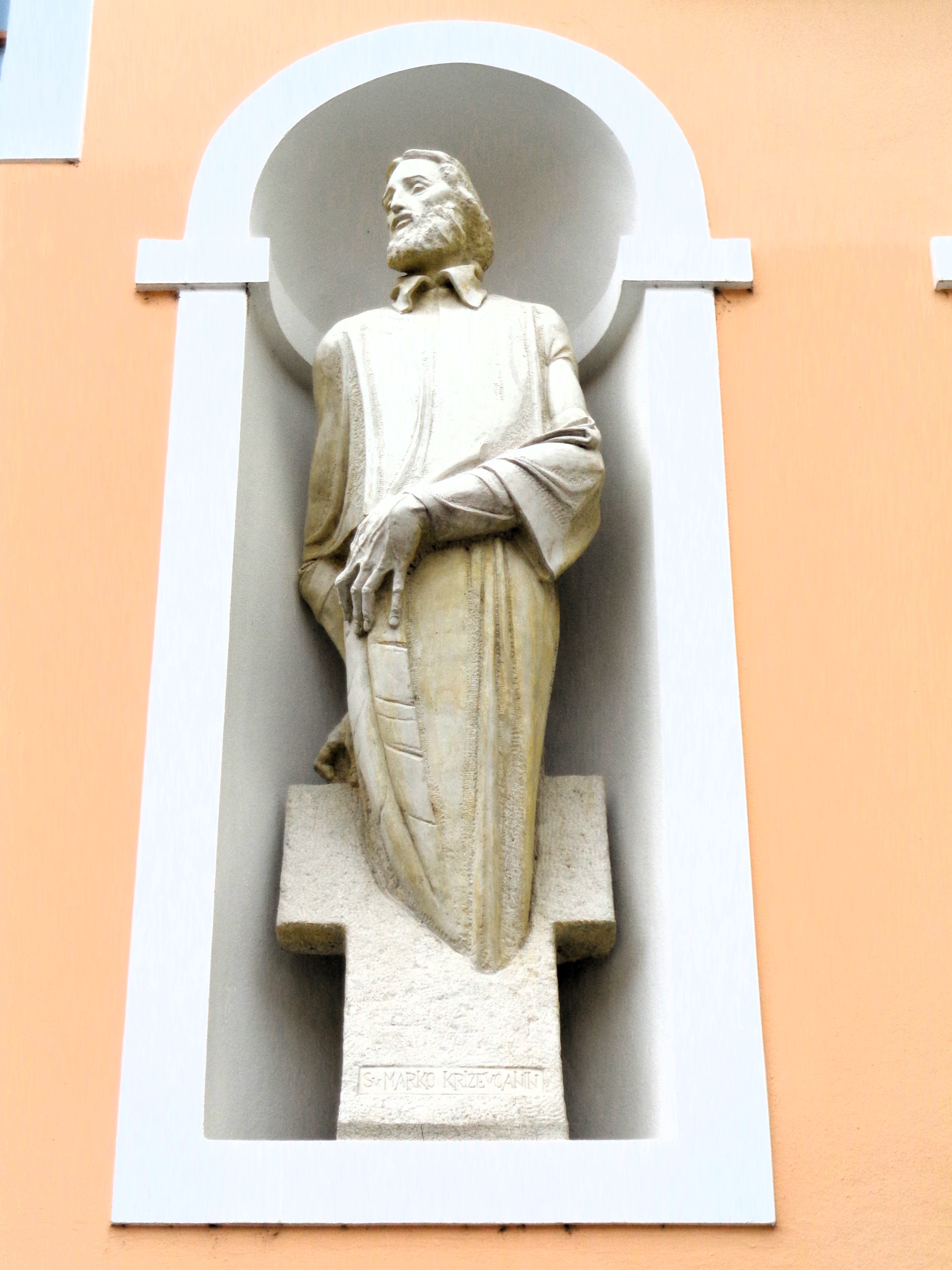
Statue de Marc Krizin, cathédrale Notre-Dame-de-l'Assomption de Varaždin.

## Notoriété et Culte
Les trois ecclésiastiques sont béatifiés à Rome par le pape Pie X, le 15 janvier 1905. La canonisation est faite à Košice le 2 juillet 1995 par le pape Jean-Paul II. Leur mémoire est célébrée collectivement dans l’Église catholique le 7 septembre,.
Les reliques des trois martyrs de Košice sont conservées en divers lieux. Dans :
- la cathédrale Sainte-Élisabeth de Košice,
- l'église de la Sainte-Trinité à Košice,
- la basilique d'Esztergom
- l'église Sainte-Anne de Trnava.

Marc Krizin est commémoré chaque année à Križevci (Croatie) avec une semaine de festivités le 7 septembre.

## Source
- (en) Cet article est partiellement ou en totalité issu de l’article de Wikipédia en anglais intitulé « Marko Krizin » (voir la liste des auteurs).